# Gazanfer Bilge
Gazanfer Bilge (Turquía, 23 de julio de 1924-Estambul, 20 de abril de 2008) fue un deportista turco especialista en lucha libre olímpica donde llegó a ser campeón olímpico en Londres 1948.

## Carrera deportiva
En los Juegos Olímpicos de 1948 celebrados en Londres ganó la medalla de oro en lucha libre olímpica estilo peso pluma, por delante del sueco Ivar Sjölin (plata) y del suizo Adolf Müller (bronce).